# Libanasa incisa
Libanasa incisa är en insektsart som beskrevs av Walker, F. 1869. Libanasa incisa ingår i släktet Libanasa och familjen Anostostomatidae. Inga underarter finns listade i Catalogue of Life.